# مری کلئو تارلارینی
مری کلئو تارلارینی (ایتالیایی: Mary Cleo Tarlarini؛ ۲۲ آوریل ۱۸۷۸ – ۲۲ اکتبر ۱۹۵۴) بازیگر اهل ایتالیا بود.
از فیلم‌ها یا مجموعه‌های تلویزیونی که وی در آن‌ها نقش داشته است، می‌توان به کشتی اشاره نمود.